# P704i
FOMA P704i（フォーマ・ピー なな まる よん アイ）は、パナソニック モバイルコミュニケーションズによって開発された、NTTドコモの第三世代携帯電話 (FOMA) 端末である。

## 概要
- パナソニック製FOMA端末初のスライド機種。2007年5月にソフトバンクモバイルから発表された、SoftBank 810Pと同様のパナソニック独自のフラットスライドを採用している。このため、FOMAスライド端末最薄の13.5mm（2007年8月現在）を実現させた。
- この機種は2007年7月に発表された704iシリーズの中でもハイスペックな端末であり、カメラではスマートフラッシュというカメラのフラッシュ機能を搭載し、暗いところでも撮影することが出来る。また、同社のP904iにも搭載されている6軸手ぶれ補正も搭載されている。音楽機能も704iの中では唯一うた・ホーダイに対応している。また着うたフル、SD-Audio、さらにWindows Media Audio形式の音楽ファイル再生に対応し、デジタル著作権管理 (Digital Rights Management)　にも対応している事により、Napster等の有料音楽配信サイトの利用も出来る。しかし、P704iにはSD-Audio対応のPシリーズに付属していたSD-Jukeboxが付属しておらず、これ以降発売される同社製の携帯電話はSD-Jukeboxが付属されていない。
- サブカメラを備えていないため、テレビ電話で自分の顔を送信することはできない。

| 主な対応サービス           | 主な対応サービス                    | 主な対応サービス         | 主な対応サービス                                       |
| -------------------------- | ----------------------------------- | ------------------------ | ------------------------------------------------------ |
| DCMX／おサイフケータイ     | うた・ホーダイ                      | 着うたフル／着うた       | デジタルオーディオプレーヤー(WMA)(AAC)（SDオーディオ） |
| 直感ゲーム／メガiアプリ    | Music&Videoチャネル／ビデオクリップ | 3Gローミング             | プッシュトーク                                         |
| FOMAハイスピード           | GPS／ケータイお探し                 | デコメール／デコメ絵文字 | iチャネル                                              |
| 着もじ                     | テレビ電話／キャラ電                | 電話帳お預かりサービス   | フルブラウザ                                           |
| おまかせロック／バイオ認証 | 外部メモリーへiモードコンテンツ移行 | トルカ                   | iC通信／iCお引越しサービス                             |
| きせかえツール／マチキャラ | バーコードリーダ／名刺リーダ        | 2in1                     | エリアメール                                           |

### プリインストールiアプリ
- 楽オク出品アプリ
- iアプリバンキング
- ケータイクレジット「iD （アイディ）」
- 「DCMX」クレジットアプリ
- Gガイド番組表リモコン
- ハイパー四川省

## 歴史
- 2007年4月26日：技術基準適合証明 (TELEC) 通過。
- 2007年6月20日：電気通信端末機器審査協会 (JATE) 通過。
- 2007年7月4日: D704i・F704i・P704i・SH704i・SO704i・L704i・N704iμ・P704iμの開発発表。
- 2007年8月31日：発売開始
- 2013年12月31日：修理受付終了